# Heterakis
Heterakis ist eine Gattung der Spulwürmer mit etwa 50 Arten, die als Parasiten beim Geflügel von tiermedizinischer Bedeutung sind. Sie parasitieren bei Bodenvögeln, vor allem Hühnervögeln, besiedeln hier vor allem die Blinddärme und verursachen die Heterakiose. Drei Arten kommen bei Nagetieren vor, eine bei der Großen Asiatischen Hausfledermaus.

## Merkmale
Es handelt sich um kleine bis mittelgroße, weißliche Fadenwürmer mit einer Länge von bis zu 1,5 cm, mit verlängerten zugespitztem Schwanz. Eine Mundkapsel fehlt. Vor der Kloake haben Männchen einen kräftigen Saugnapf. Zudem treten Kaudalflügel und 12 Paare von Kaudalpapillen auf. Die drei Lippen sind abgerundet und nicht durch Seitenlappen verbunden. Der Ösophagus ist kurz und kräftig, sein hinterer Teil (Bulbus) ist mit drei Klappen ausgestattet. Ein schleifenartiges Bandpaar im Bereich des Kopfes (‚cordons‘) und Labialgruben sind nicht ausgebildet.

## Lebenszyklus
Heterakis spp. haben einen direkten Lebenszyklus ohne Zwischenwirt, es können aber Regenwürmer als paratenischer Wirt fungieren. Die Eier gelangen mit dem Kot in die Außenwelt. Unter optimalen Temperaturen entwickelt sich innerhalb von zwei Wochen im Ei die Larve 3. Die Eier können in der Außenwelt mehrere Monate ansteckend bleiben. Die Ansteckung erfolgt entweder durch Aufnahme der Eier oder durch die im Gewebe der Regenwürmer angesiedelten Larven. Im Darm entwickelt sich die Larve zum Adulten. Die Präpatenz beträgt etwa vier Wochen, die Adulten haben eine Lebensdauer von etwa einem Jahr.

## Systematik
Hodda (2022) ordnet die Gattung in die einzige Tribus Heterakini innerhalb der Heterakinae und hier wiederum in die Untertribus Heterakinii ein. Zur Gattung gehören folgende Arten:
- Heterakis alata Schneider, 1866
- Heterakis andersoni (Kalia & Gupta, 1989)
- Heterakis arctica Kreis, 1977
- Heterakis beramporia Lane, 1914
- Heterakis bonasae Cram, 1927
- Heterakis brevispiculum Gendre, 1911
- Heterakis bufonis Biswas & Chakravarty, 1963
- Heterakis cameroni Kumar & Gupta, 1980
- Heterakis caudebrevis Popova in Skrjabin & Schikhobalova, 1949
- Heterakis crexi Jogis, 1965
- Heterakis dahomensis Gendre, 1911
- Heterakis dispar Schrank, 1790
- Heterakis fieldingi Smales, 1996
- Heterakis foveolata Rudolphi, 1809
- Heterakis gallinae Gmelin, 1790
- Heterakis gallinarum (Schrank, 1788)
- Heterakis girardi (Lane, 1917)
- Heterakis gracilicauda Harris, 1975
- Heterakis higeiensis Lu, Li & Liao, 1990
- Heterakis inglisi Gupta & Trivedi, 1984
- Heterakis isolonche Linstow, 1906
- Heterakis kumaoni Arya, 1991
- Heterakis macrospiculum Ortlepp, 1939
- Heterakis macroura Linstow, 1883
- Heterakis maculosa Rudolphi, 1809
- Heterakis meleagris Hsu, 1957
- Heterakis monticelliana Stossich, 1892
- Heterakis nainitalensis Arya, 1991
- Heterakis natteri Travassos, 1923
- Heterakis pandei Tewari, 1982
- Heterakis papillosa Bloch, 1782
- Heterakis pavonis Maplestone, 1932
- Heterakis perspicillum Rudolphi, 1809
- Heterakis sallinarum Schrank, 1788
- Heterakis silindae Sandground, 1933
- Heterakis spalaxi (Kozlov & Jangolenko, 1962)
- Heterakis spiculatus Cobbold, 1861
- Heterakis spumosa Schneider, 1866
- Heterakis tenuicauda Linstow, 1883
- Heterakis travassosi Khalil, 1932
- Heterakis verrucosa Molin, 1860
- Heterakis vesicularis (Froelich, 1791)
- Heterakis yamadori Yamaguti, 1941
- Heterakis yamagutii Gupta & Trivedi, 1984